# V-22 Osprey

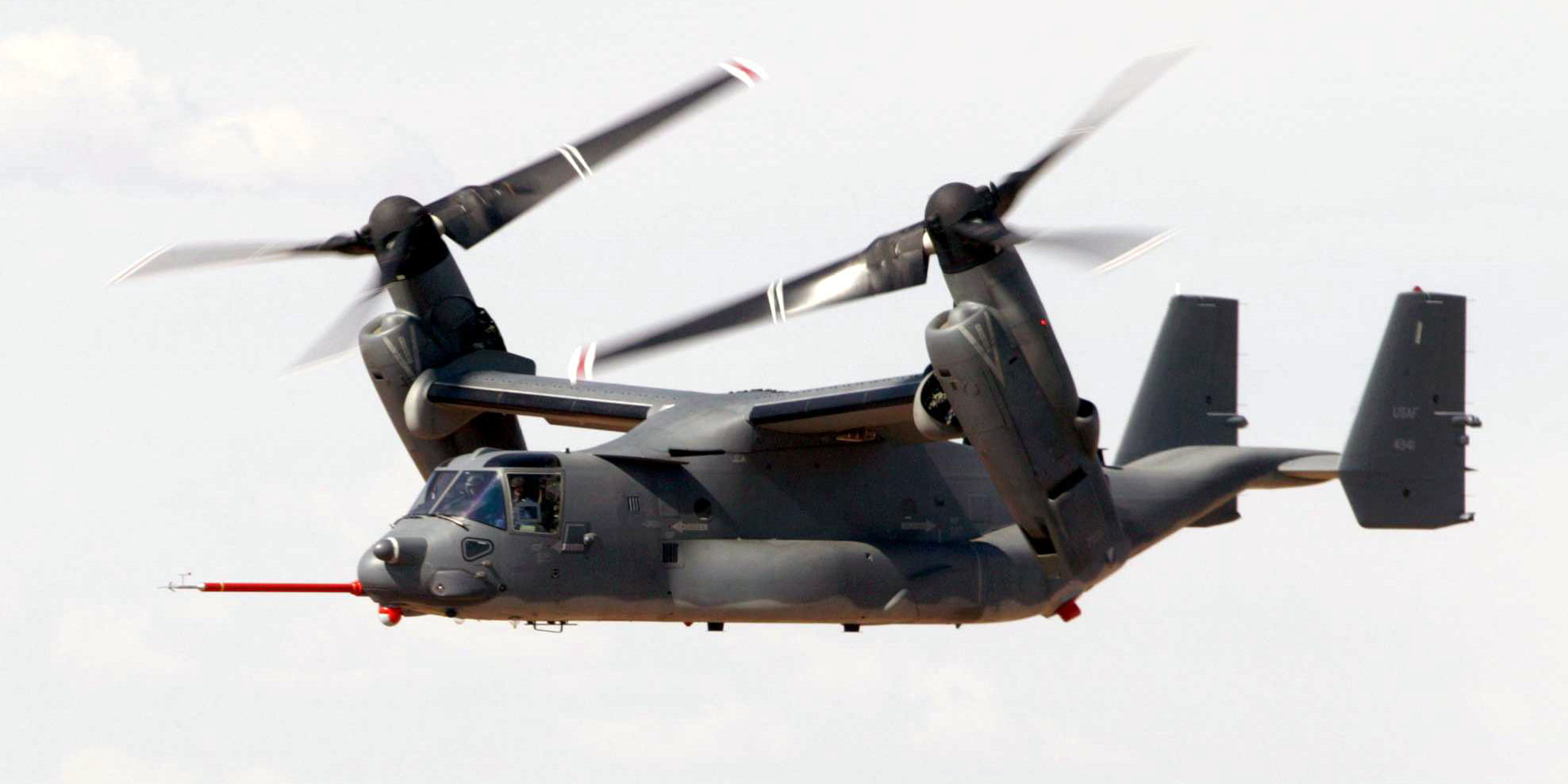
Оспрі V-22

V-22 Osprey (укр. «О́спрі») — конвертоплан, що поєднує окремі можливості літака і вертольота. Розроблявся понад 30 років у США компаніями Boeing та Bell. Перебуває на озброєнні Корпусу морської піхоти США та ВМС США. Літальний апарат оснащений двома двигунами Allison T406, розміщеними на кінцях крила в гондолах, котрі можуть повертатися майже на 98 градусів. Гвинти з трьома трапецієподібними лопатями зв'язані між собою синхронізуючим валом, який проходить всередині крила. Цей вал також забезпечує можливість посадки літального апарата на одному двигуні. З метою зменшення маси конструкції, близько 70 % (5700 кг) апарата зроблено з композитних матеріалів на основі вугле- і склопластиків з епоксидними сполучними матеріалами, що робить його на чверть легшим від металевого аналога.

## Виробництво
Льотні випробування нової машини розпочалися 19 березня 1989 року.
Єдиний у світі конвертоплан, що випускався серійно.
У 2008 році Пентагон уклав контракт на постачання 167 конвертопланів V-22 Osprey на загальну суму $10,4 млрд доларів.

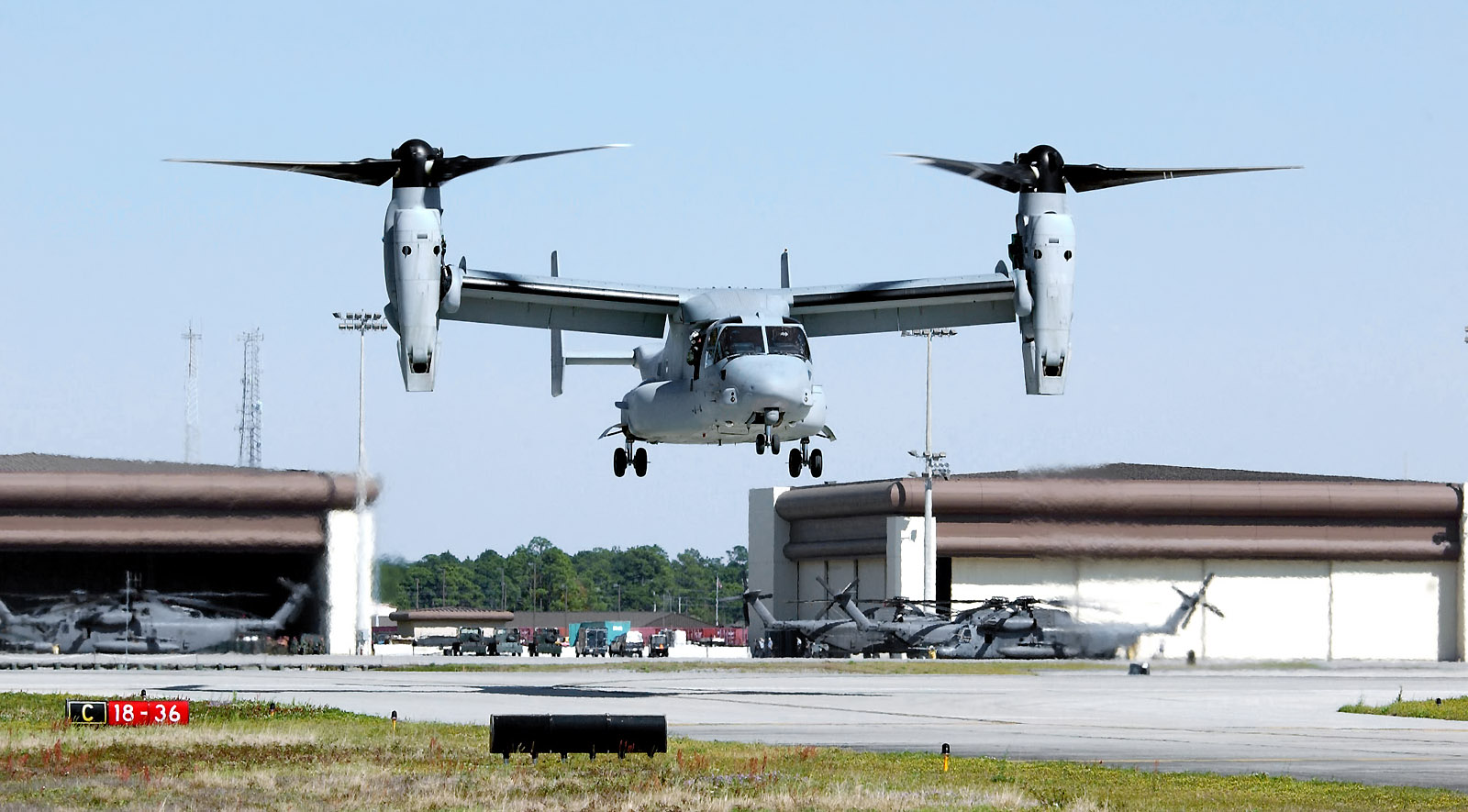
Оспрі MV-22

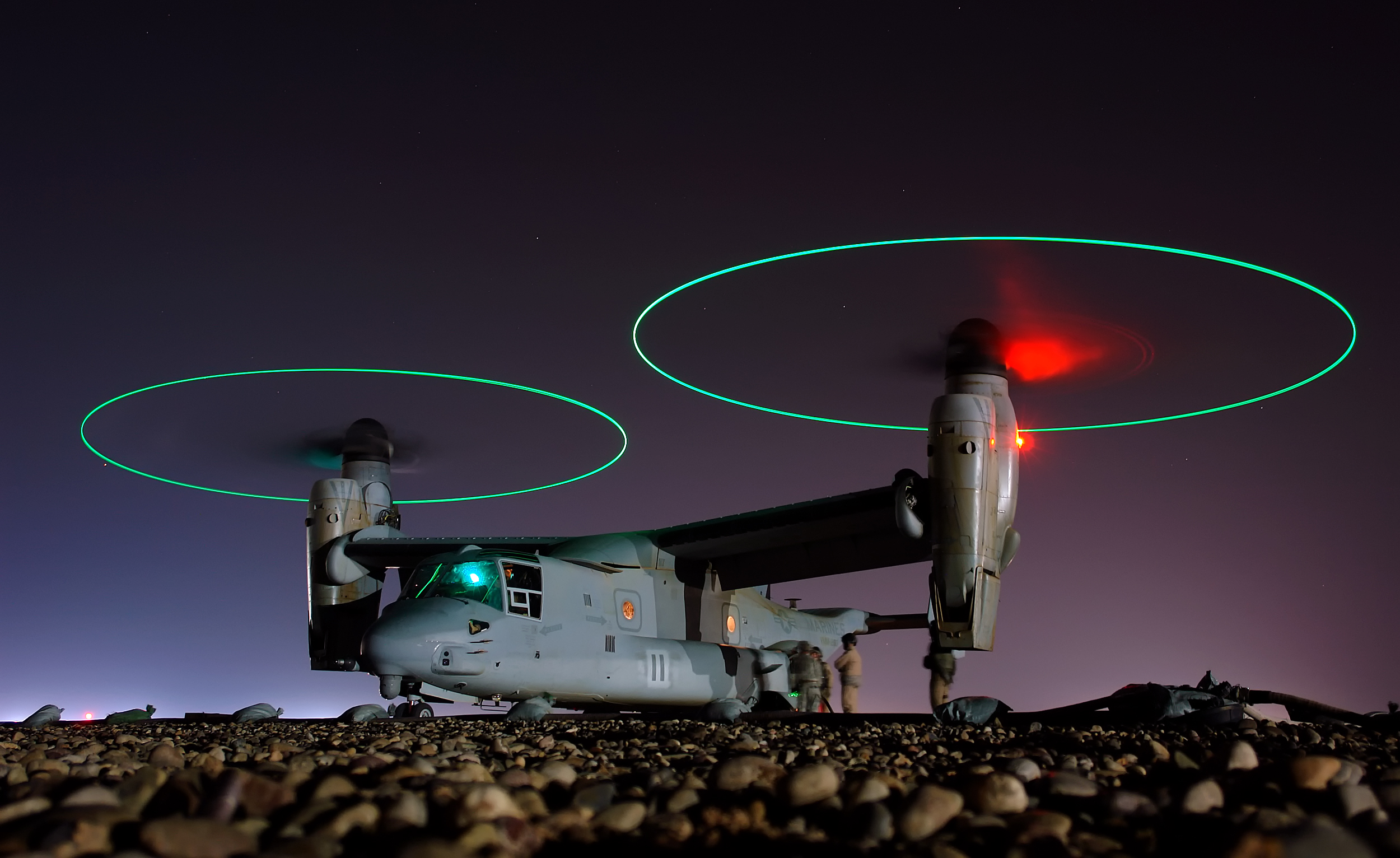
Оспрі MV-22 — нічна дозаправка

В червні 2018 року був укладений контракт між міністерством оборони США та спільним підприємством Boeing Co та Bell Helicopter (підрозділ Textron Inc), сукупною вартістю $4,2 млрд на постачання до листопада 2024 року 39 CMV-22B для ВМС США; 34 MV-22B для корпусу морської піхоти США; 1 CV-22B для ВПС США та 4 MV-22B для уряду Японії.

## Модифікації
- MV-22A — транспортний літак ВТА, здатний перевозити 24 десантників.
- SV-22A — протичовновий.
- HV-22 — пошуково-рятувальний.

## Тактико-технічні характеристики

### Технічні характеристики
- Екіпаж: 2+1 осіб
- Пасажиромісткість: 24 десантники
- Довжина зі складеними лопатями: 19,20 м
- Довжина фюзеляжу: 17,48 м
- Розмах крила з кінцями лопатей гвинтів: 25,78 м
- Ширина зі складеними лопатями: 5,61 м
- Висота по кілю: 5,38 м
  - з двигунами, встановленими вертикально вгору: 6,73 м
  - зі складеними лопатями: 5,51 м
- Площа крила: 28 м²
- Маса порожнього: 15 032 кг
- Маса спорядженого: 21 500 кг
- Максимальна злітна маса: 27 440 кг
  - для вертикального злету: 21 546 кг
  - для злету з коротким розбігом: 24 950 кг
- Маса корисного навантаження: 5445 кг (для вертикального злету)
- Маса вантажу на зовнішній підвісці: 9072 кг
- Об'єм паливних баків: 7628 л
- Об'єм підвісних паливних баків: 1593 л
- Двигуни: 2× Allison T406-AD-400/2
  - Потужність: 2× 4586 кВт (6150 к.с.)
  - Кількість лопатей ротора: 3 шт.
  - Діаметр ротора: 11,38 м
  - Площа обметувальної поверхні: 212 м²

### Льотні характеристики
- Максимальна швидкість: 565 км/год
- Бойовий радіус: 690 км
- Практична дальність: 1627 км (без дозаправки)
  - для вертикального злету: 2225 км
  - для злету з коротким розбігом: 3340 км
- Дальність переганяння: 4476 км
- Практична стеля: 7925 м
- Максимальне експлуатаційне перевантаження: +4/−1 g

## Експлуатанти
- США
  - Командування спеціальних операцій Повітряних сил США має на озброєнні 50 конвертопланів V-22 Osprey модифікації CV-22B Osprey;
  - Корпус морської піхоти США має загалом 300 одиниць (модифікація MV-22B Osprey), з них в експлуатації — 236;
  - Військово-морські сили США замовили 44 CVM-22Bs, поставки яких мають початися у 2020 році[7];
- Японія
  - Сили самооборони Японії в травні 2020 року отримали перші 2 з 5 V-22 Osprey, замовлених в 2015 році. Вартість контракту склала $ 332 млн. З метою покращення можливостей здійснення морських та десантних операцій планується придбання ще 12 одиниць цієї техніки[8].
- В різні роки повідомлялося про прояв інтересу або можливість придбання конвертопланів арміями Ізраїлю, Об'єднаних Арабських Еміратів, Саудівської Аравії[9], Індії[10][11], Південної Кореї[12], Індонезії[13].

## В Україні
23 вересня 2020 року над українським небом здійснили політ кілька конвертопланів армії США із спецпризначенцями українських ССО. Ця подія викликала шквал критики в проросійських медіа.

## Інциденти
Конвертоплани вирізняються високою аварійністю. 
В ході навчань НАТО Cold Response 2022 року у норвезькому регіоні Нурланн V-22 зазнав чергової аварії.
27 серпня 2023 р. сталася аварія американського конвертоплана V-22 Osprey на віддаленому острові Мелвілл на північ від материкової частини Австралії під час навчань “Predators Run”. Зазначено що «всього на борту літака було 23 людини. Троє з них загинули, а п’ятеро були доставлені до Королівського госпіталю Дарвіна у важкому стані» — йдеться в заяві офіційного представника морської піхоти США.